# Obrona Częstochowy
Obrona Częstochowy – polski, czarno-biały, niemy dramat historyczny z roku 1913 w reżyserii Edwarda Puchalskiego, oparty na powieści Potop Henryka Sienkiewicza. Film pozostał nieukończony. Nagrano tylko część zdjęć studyjnych. Do zdjęć plenerowych w Częstochowie nie doszło. Władze rosyjskie nie zgodziły się na udział w nich wojska. Nakręcone materiały wykorzystano w Rosji do realizacji filmu „Potop” z 1915 roku w reżyserii Piotra Czardynina z Iwanem Mozżuchinem w roli Kmicica.

## Obsada
- Maria Dulęba – Oleńka Billewiczówna
- Aleksander Zelwerowicz – Jan Zagłoba
- Stefan Jaracz – Michał Wołodyjowski
- Bronisław Oranowski – Andrzej Kmicic
- Lucjan Wiśniewski – Jan Skrzetuski
- Kazimierz Wojciechowski – Jan Skrzetuski
- Seweryna Broniszówna – Anusia Borzobohata-Krasieńska